# 塔下村

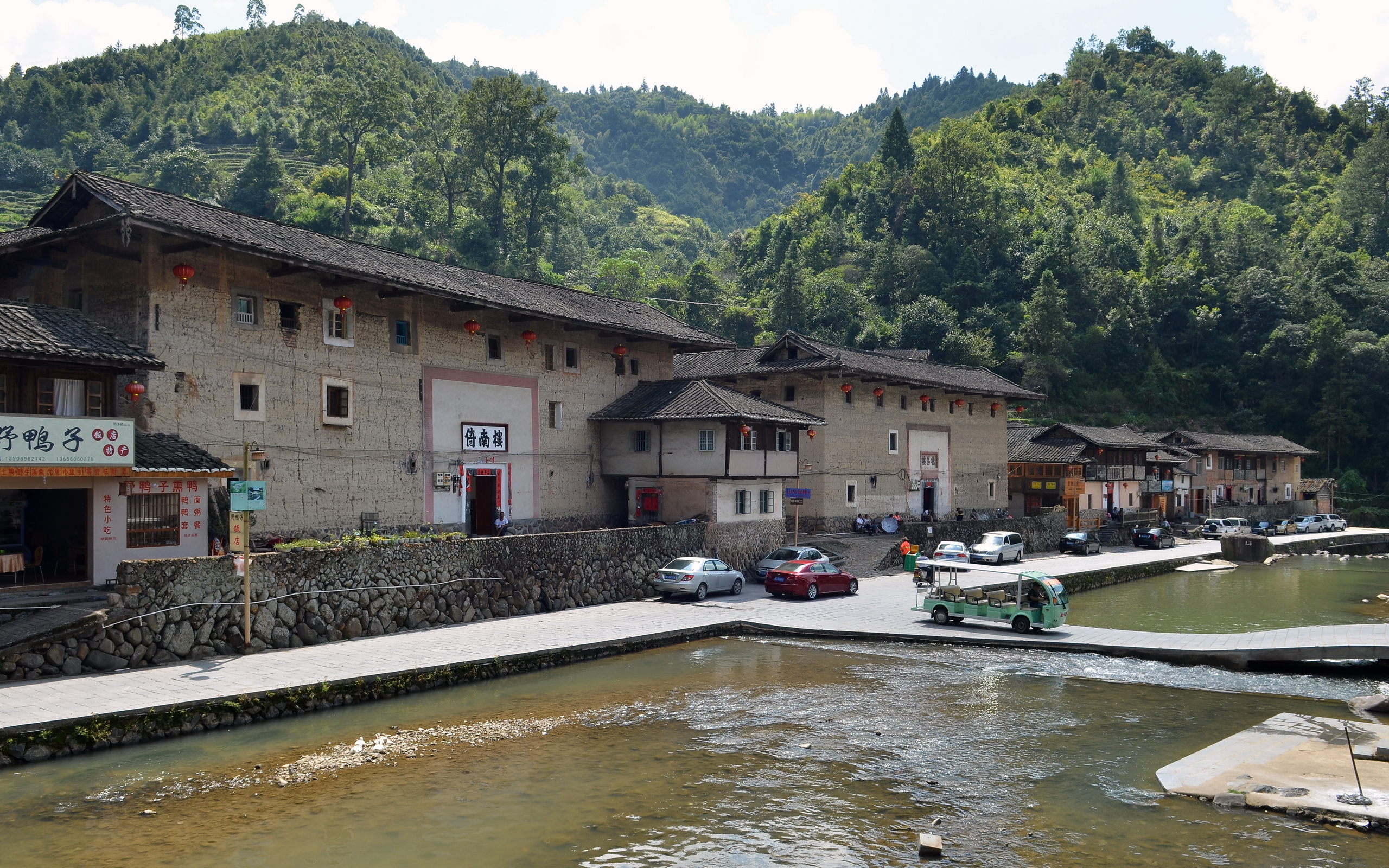
塔下村沿河岸建的土楼

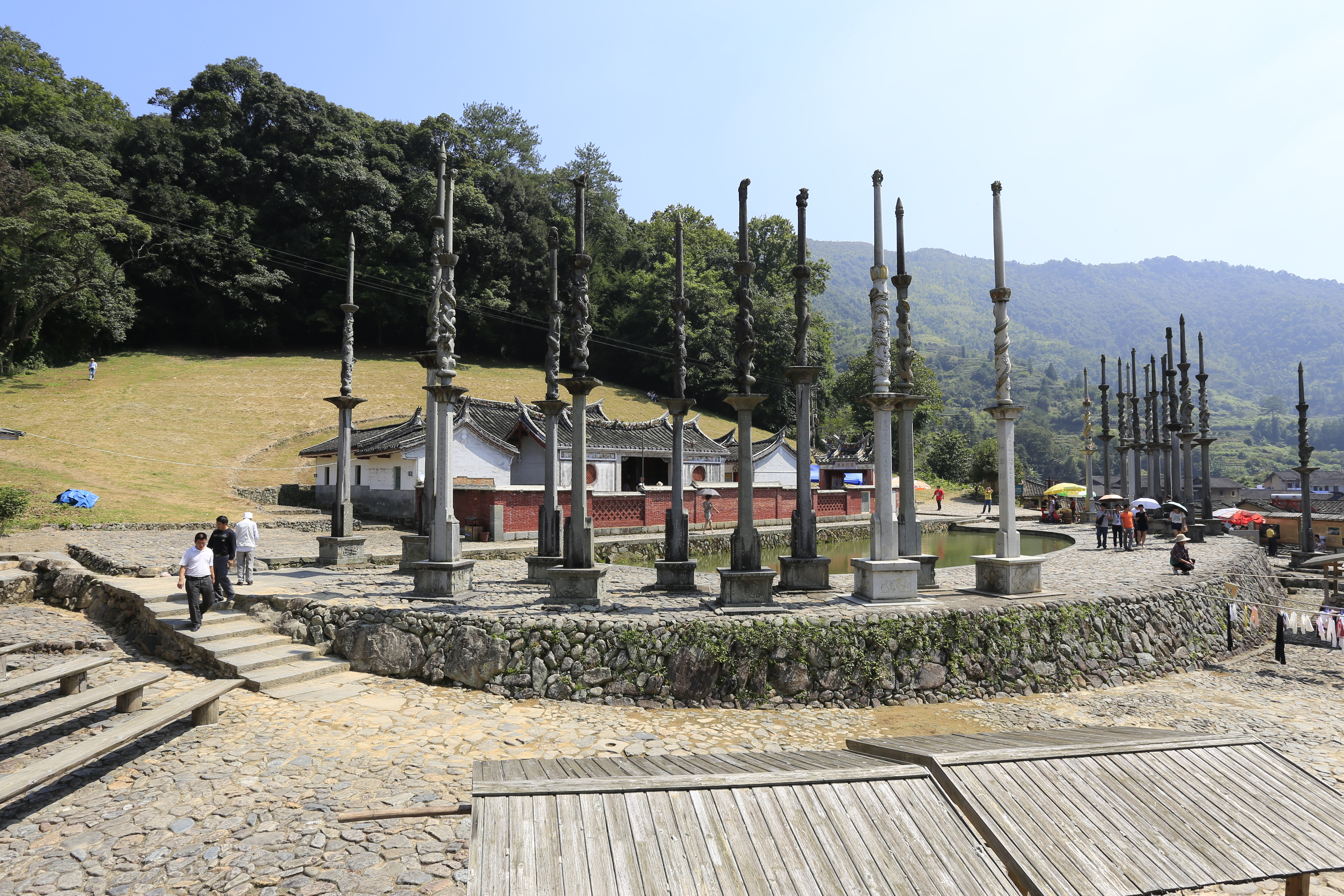
塔下村张氏家庙——德远堂

塔下村位于中国福建省南靖县书洋镇西部。村中沿一条溪流两岸建有土楼以及吊角楼，形成古村落景观。塔下村并无塔，是张姓族人为纪念先人从原住地马头背踏下山来到此地开基，客家话“踏下”与“塔下”谐音，由此得名。2003年被命名为省级历史文化名村，2007年被评为首批“中国景观村落”。
塔下村张姓族人于明朝宣德年间迁居于此地。村中现存最早的土楼建于明崇祯年间，后陆续建造了42座方形、圆形、围裙形、曲尺形等样式的土楼，清末以后，受地理环境限制，沿溪流两岸建造了单院式吊角楼。
在村东山坡上建有张氏家庙德远堂，1996年列入省级文物保护单位，2006年列为第六批全国重点文物保护单位。